# Aljaksej Ljasnitschy
Aljaksej Ljasnitschy (belarussisch Аляксей Ляснічы; * 3. Februar 1978) ist ein ehemaliger belarussischer Leichtathlet.
Der Hochspringer stellte im August 2003 mit 2,30 m seine persönliche Bestleistung auf. Bei den Weltmeisterschaften kurz danach in Paris schied er jedoch mit 2,25 m in der Qualifikation aus. 2004 nahm Ljasnitschy an den Olympischen Spielen in Athen teil, bei denen er ohne gültigen Versuch blieb. Außerdem wurde er bei der Dopingkontrolle positiv auf Clenbuterol getestet, von den Spielen ausgeschlossen und für zwei Jahre gesperrt.